# Estación de Malesherbes
Malesherbes es la estación terminal del ramal D4 de la Línea RER D, situada en el municipio homónimo dentro de la provincia de Loiret, en la región Centro.
Los trenes que llegan a la estación llevan el código BIPE o BIPA y los que de ella parten pueden tener como destino Gare de Lyon (DIPA), Villiers-le-Bel (VIPE) o Stade de France - Saint Denis (UIPE).
La estación tiene un andén lateral junto al edificio de la misma para la vía A y un andén central para las vías B y C.
|      | estación    | destino                       | observaciones |
| ---- | ----------- | ----------------------------- | ------------- |
| VIPE | Boigneville | Villiers-le-Bel D1            | vía meseta    |
| DIPA | Boigneville | Gare de Lyon                  | vía meseta    |
| UIPE | Boigneville | Stade de France - Saint Denis | vía meseta    |